# مجله خرس
مجله خرس (انگلیسی: Bear Magazine) نام یک مجله آمریکایی است که برای همجنسگرایان و دوجنسگرایان مرد و کسانی که به خرس‌ها علاقه‌مند هستند منتشر می‌شود. این مجله برای نخستین بار در سال ۱۹۸۷ و در شهر سانفرانسیسکو توسط ریچارد بالگر و شریک زندگی اش کریس نلسون منتشر شد و برای خرس‌ها و به صورت کلی برای جامعه دگرباشان به بازار عرضه شد.